# Святая Урсула
Урсу́ла Кёльнская (лат. Ursula Coloniensis, нем. Ursula von Köln; ум. 383) — христианская святая мученица; по преданию дочь британского короля IV века; героиня агиографической легенды об одиннадцати тысячах дев на одиннадцати трёхвёсельных кораблях, широко распространённой в Средние века в западноевропейских странах.
В её честь основан женский монашеский Орден урсулинок (Ломбардия, 1535), посвящающий себя призрению бедных и воспитанию девушек, который быстро распространился в Италии, Германии и Нидерландах, но особое значение получил во Франции: перед революцией у Ордена урсулинок только в Париже было 14 монастырей и до 300 в остальной Франции.
Память в Католической церкви — 21 октября. С 2006 года местно почитается в Берлинской и Германской епархии РПЦ (память 3 ноября — то есть 21 октября ст. ст.).

## Жизнеописание
Согласно преданию VII века, Урсула жила в середине IV века и была обратившейся в христианство дочерью бриттского короля Динота; она была так прекрасна и мудра, что слава o ней дошла до дальних стран. Пытаясь избежать нежелательного замужества с принцем-язычником, и вместе с тем оградить своего отца от угроз могущественного претендента на её руку, дала согласие на брак при условии, что оба короля должны послать Урсуле в качестве утешения десять благочестивых дев, каждую из которых должны сопровождать тысяча девственниц; им должны быть даны трёхвёсельные корабли и три года, которые они могли бы посвятить своему девичеству; между тем жених должен принять христианскую веру и изучить христианские обычаи. Условия свадьбы были приняты.
По совету Урсулы были собраны благородные девы из различных королевств. Они выбрали Урсулу своей предводительницей. Когда все корабли были готовы, и когда Урсула обратила всех своих подруг к вере, она повела 11 кораблей в сторону Галлии в порт Киэлла. Оттуда они отправились в Кёльн. Там Урсуле явился ангел и дал указание вести всю общину в Рим, а затем вернуться и принять в Кёльне венец мученической смерти.
Все корабли по Рейну доплыли до города Базеля. Там девы оставили их и отправились пешком в Рим. В Риме Урсулу принял папа Кириак (мифический персонаж), знавший об уготованном Урсуле и её спутницам мученичестве и пожелавший разделить его c ними; он рассказал всем o своём решении, торжественно сложил c себя сан и присоединился к странницам. На обратном пути под Кёльном на паломниц напали гунны. Ненавидящие христианство, возмущённые принятым девами обетом безбрачия, они всех истребили. Среди мучениц была святая Кордула. Последней погибла Урсула, отказавшаяся стать женой пленённого её красотой вождя гуннов, её пронзила туча стрел. Небесные полчища истребили войско гуннов; тела убитых девственниц были торжественно погребены жителями Кёльна.
Много времени спустя пришёл с Востока грек Клематий (Clematius), имевший во сне видение и построивший в память погибших храм. Ныне это самая древняя нижнерейнская базилика, в которой каменную плиту Клематия датируют IX веком. Храм действует по настоящее время.
С XII века начинается обретение костей погибших. Под Кёльном были найдены захоронения (Ager Ursulanus), которые, вследствие видения монахини Елизаветы, были связаны с Урсулой и её подругами. Из этих захоронений были извлечены тысячи скелетов. Внутри церкви Святой Урсулы расположен монумент, на котором расставлены сосуды с реликвиями — черепами и прочими останками, предположительно принадлежащими Урсуле и её спутницам.
Позднее Католическая церковь объявила Урсулу святой мученицей за веру.

## Научное мнение
По объяснению Оскара Шаде сказание об Урсуле заимствовано католиками из древнегерманской языческой мифологии. Вполне вероятно, что основанием легенды послужило избиение девушек гуннами при переходе ими Рейна под Кёльном.

## В искусстве

### В изобразительном искусстве
Самое знаменитое произведение искусства, посвящённое истории святой, — Рака Святой Урсулы, хранящаяся в Госпитале Св. Иоанна в  бельгийском городе Брюгге.
На сюжет жития святой Урсулы венецианский живописец Витторе Карпаччо написал девять картин, в которых действие перенесено в Венецию. Картины находятся в Галерее Академии, в Венеции.

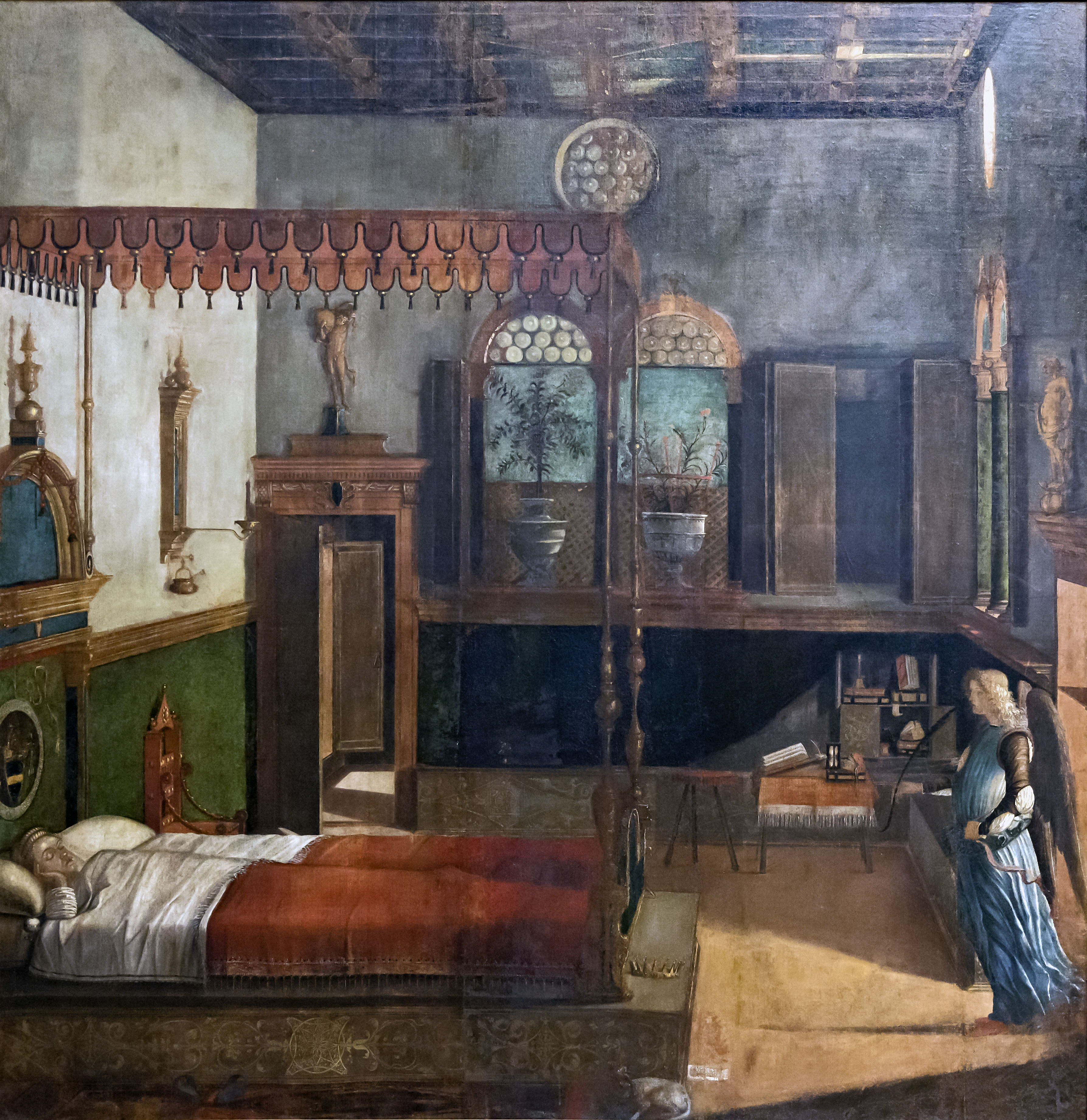
В. Карпаччо. Сон святой Урсулы
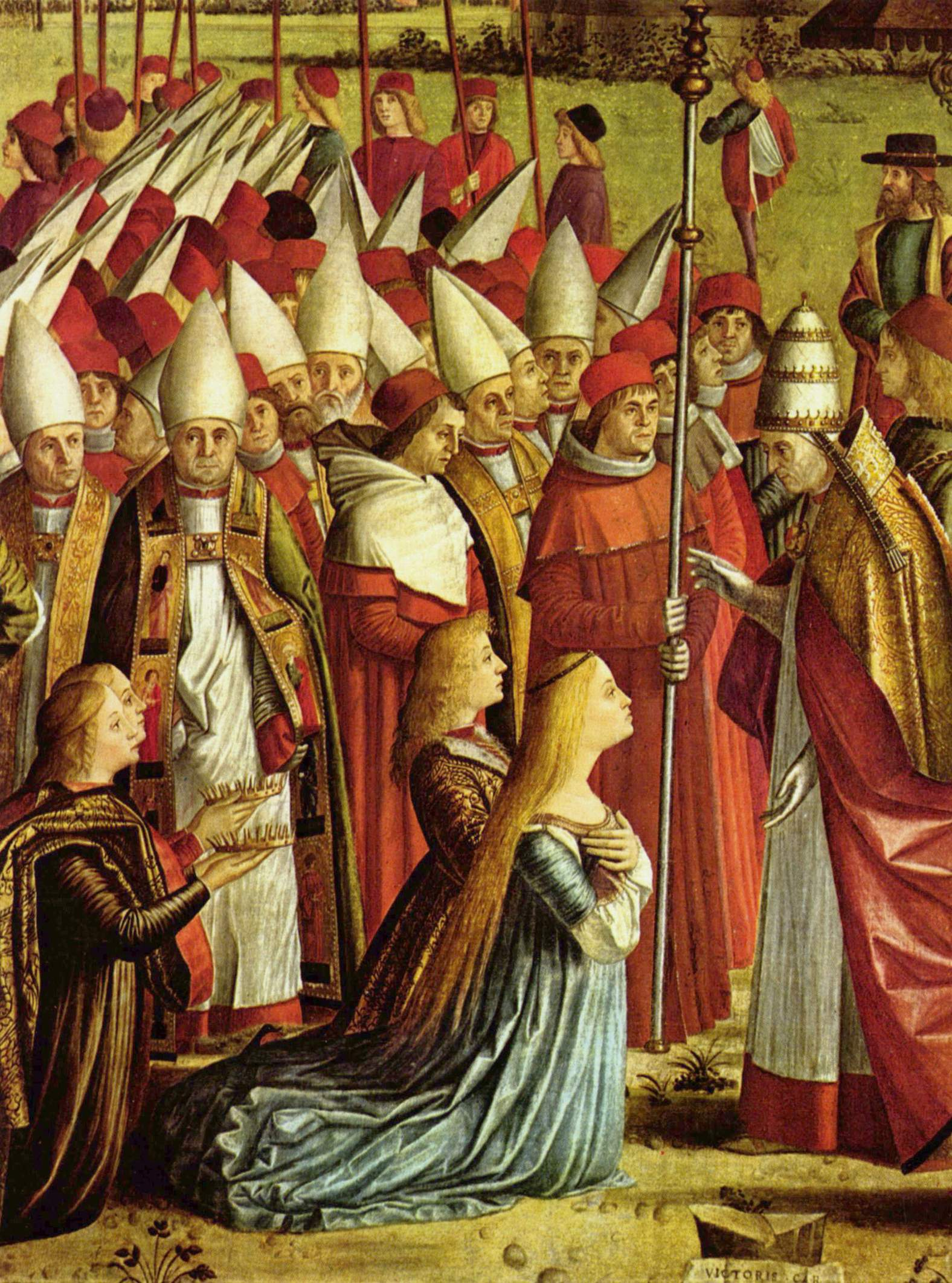
В. Карпаччо. Встреча святой Урсулы с папой Кириаком
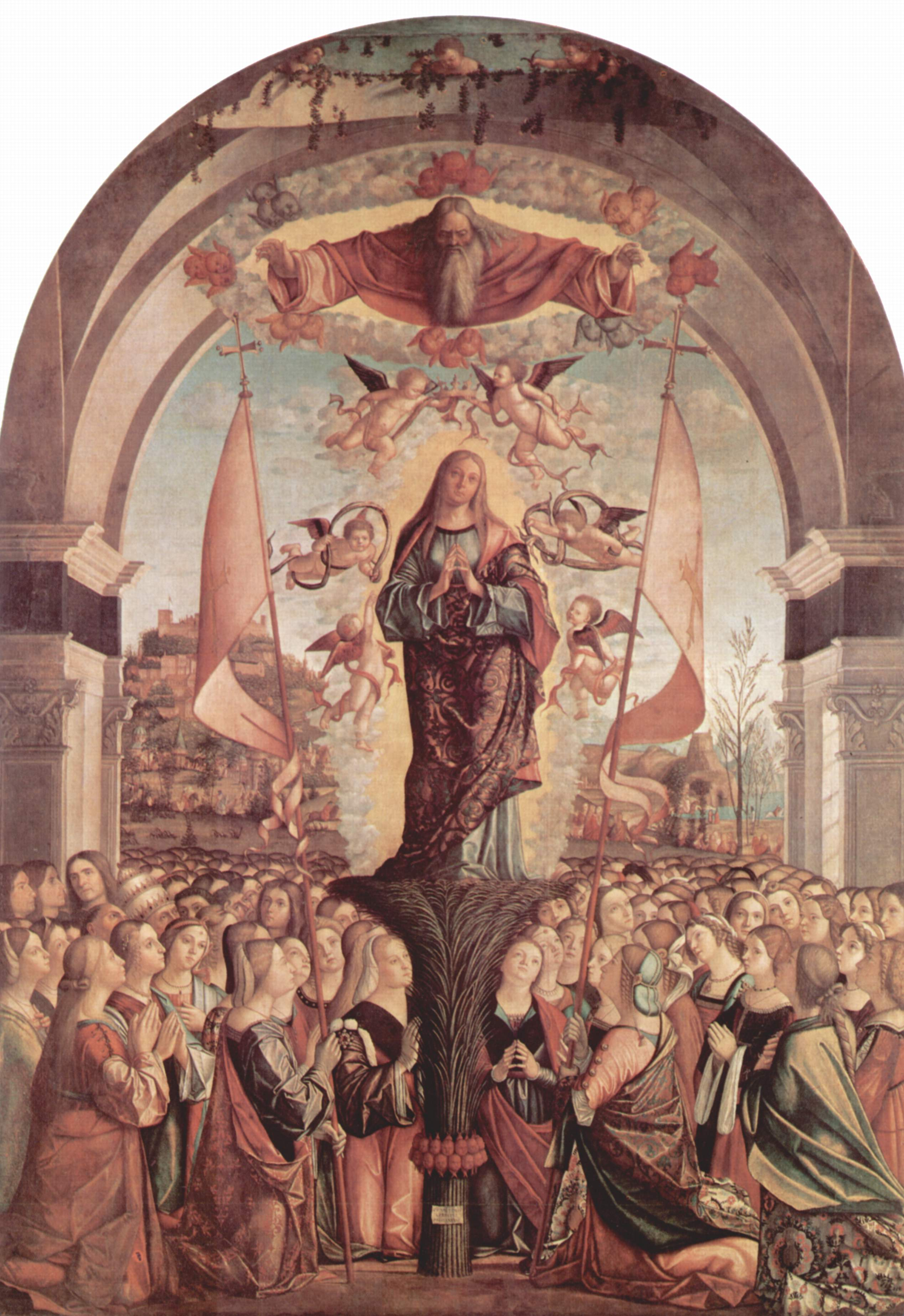
В. Карпаччо. Апофеоз святой Урсулы

### В литературе
История Святой Урсулы послужила основой для романа Филипа Гриффина «Королева легионов Афины» (англ. Ursula's Maiden Army). Но роман имеет мало общего с канонической историей.

## В географии
В честь Урсулы и её спутниц были названы Виргинские острова и мыс Кабо-Вирхенес, отмечающий начало Магелланова пролива.